# Smart 5
Smart #5 — среднеразмерный электромобиль-кроссовер, разработанный и выпускающийся подразделением Smart Automobile — совместным предприятием между Mercedes-Benz Group и Geely Holding. 

## Описание
Впервые Smart #5 был представлен в апреле 2024 года на выставке Auto China. Производство началось 13 июня 2024 года. 28 августа 2024 года Smart #5 был представлен на фотографиях в Байрон-Бее, Австралия. После Smart #1 и Smart #3, это третий электромобиль компании Smart.

## Технические характеристики
Smart #5 базируется на платформе Sustainable Experience Architecture (SEA), разработанной компанией Geely.